# Bracon ovativentris
Bracon ovativentris är en stekelart som beskrevs av Granger 1949. Bracon ovativentris ingår i släktet Bracon och familjen bracksteklar. Inga underarter finns listade.